# Lucio Turpilio Dextro
Lucio Turpilio Dextro  fue un senador romano del siglo I, que desarrolló su carrera política bajo los imperios de Nerón, Vespasiano, Tito y Domiciano.

## Carrera política
Su primer cargo conocido fue el de procónsul de la provincia Creta et Cyrenaica en 64/65, bajo Nerón. Después, su carrera se obscureció y solamente, después de largos años, fue nombrado por Domiciano consul suffectus entre noviembre y diciembre de 81.